# Владимир Ламански
Владѝмир Ива̀нович Лама̀нски (на руски: Владимир Иванович Ламанский) е руски историк, славист и общественик.
Роден е на 8 юли (26 юни стар стил) 1833 година в Санкт Петербург в семейството на Иван Ламански, дребен дворянин, който по-късно се издига в държавната администрация, дълги години е член на Управляващия сенат и стига до ранг действителен таен съветник. Негови братя са банкерът Евгений Ламански и физикът Сергей Ламански. През 1854 година се дипломира под ръководството на Измаил Срезневски в Санктпетербургския университет, където преподава от 1865 година. Изследванията му са главно върху неруските славянски народи, като пише и по геополитически, придържайки се към идеологията на славянофилството.
Владимир Ламански умира на 2 декември (19 ноември стар стил) 1914 година в Петроград.